# Arcidiocesi di Cracovia

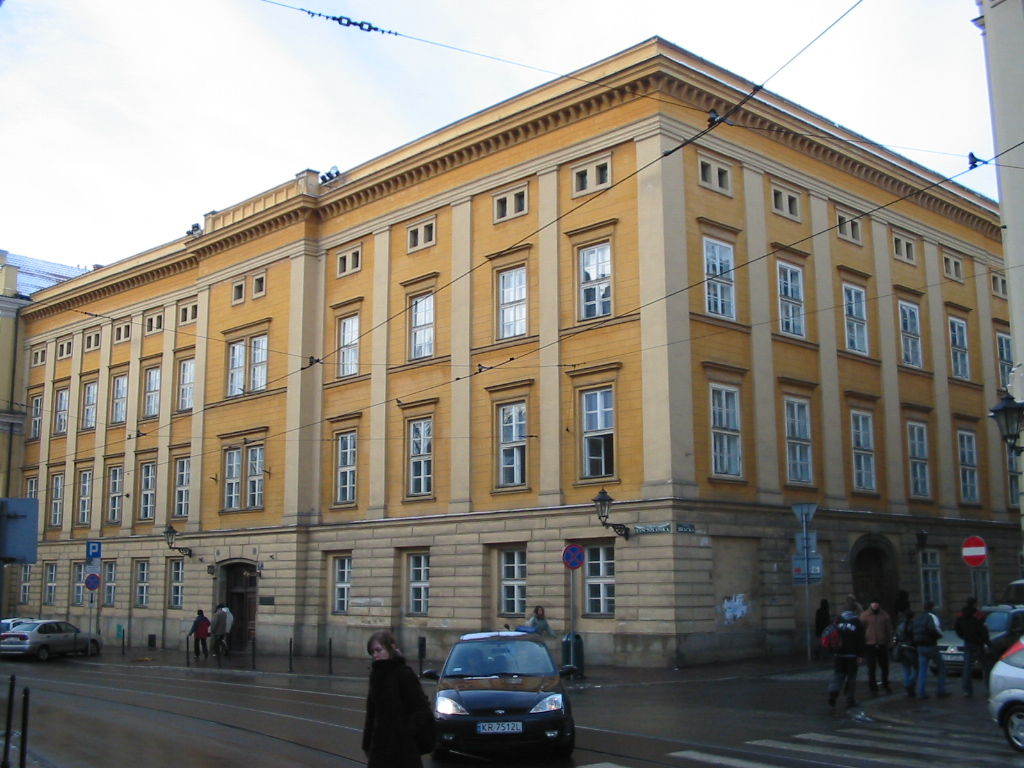
La Pontificia Università Giovanni Paolo II, istituita da papa Giovanni Paolo II nel 1981 come Pontificia Accademia Teologica.

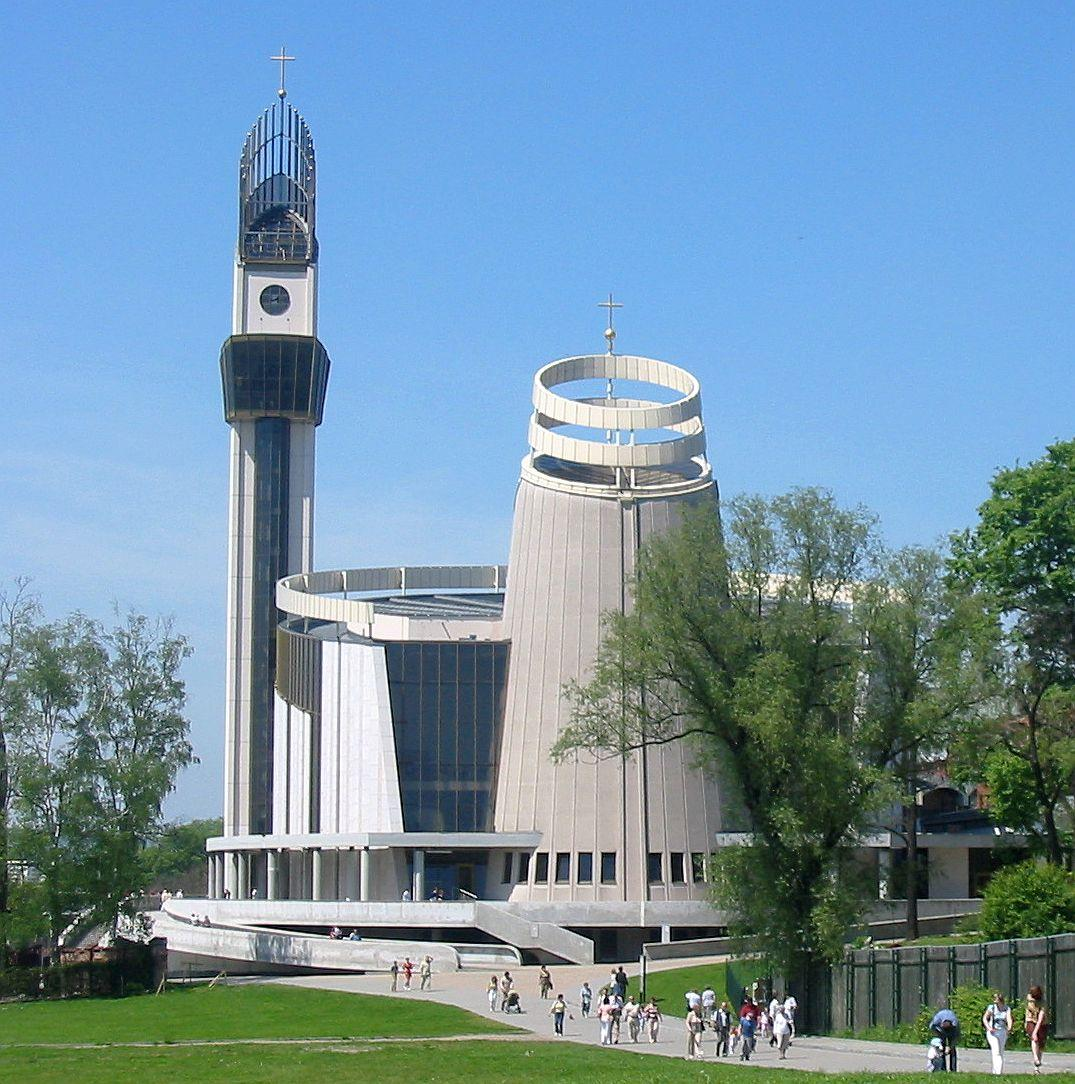
Il santuario della Divina Misericordia a Cracovia-Lagiewniki, legato alla vita e alle opere di santa Faustina Kowalska.

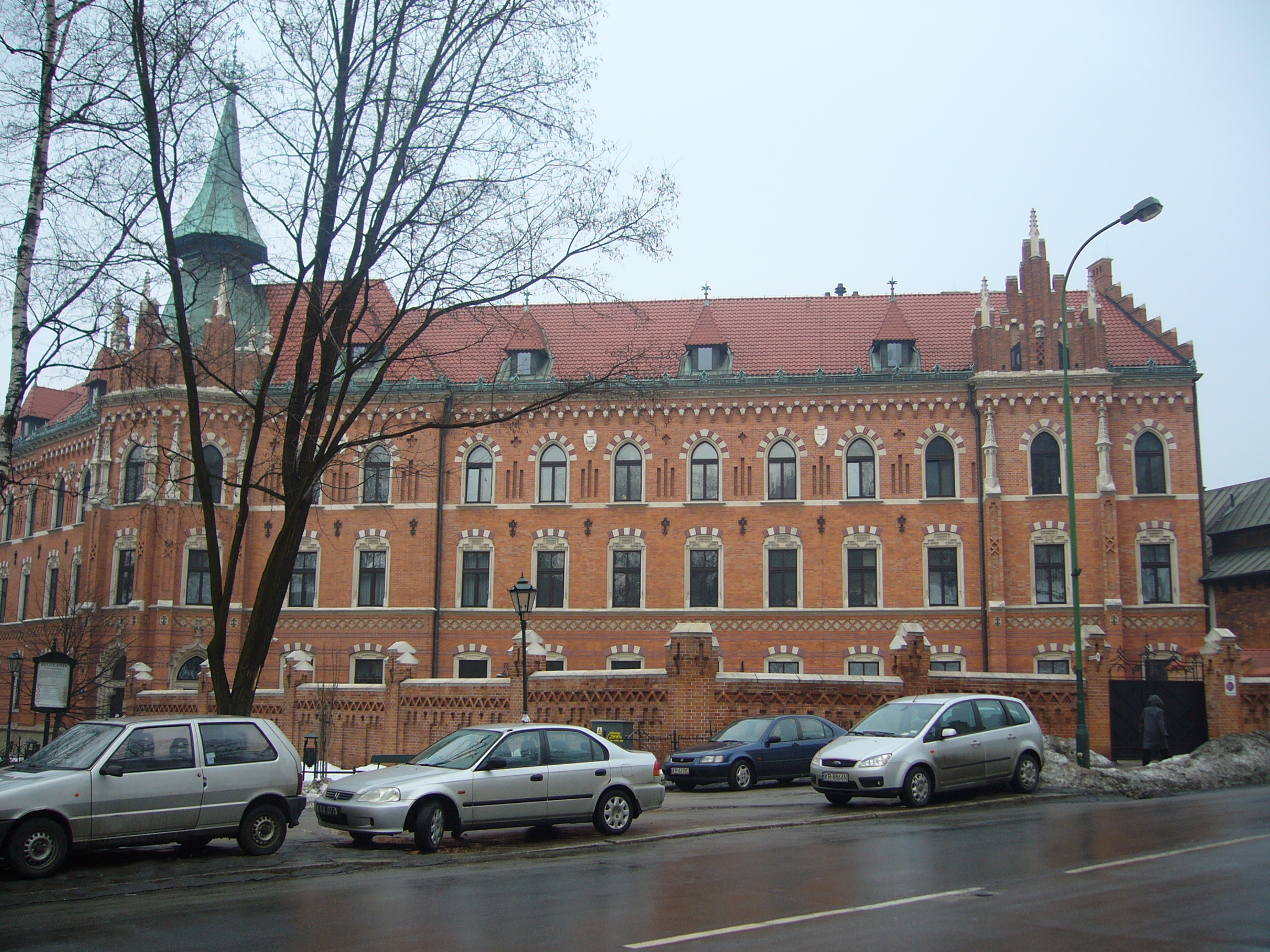
Il seminario arcivescovile di Cracovia.

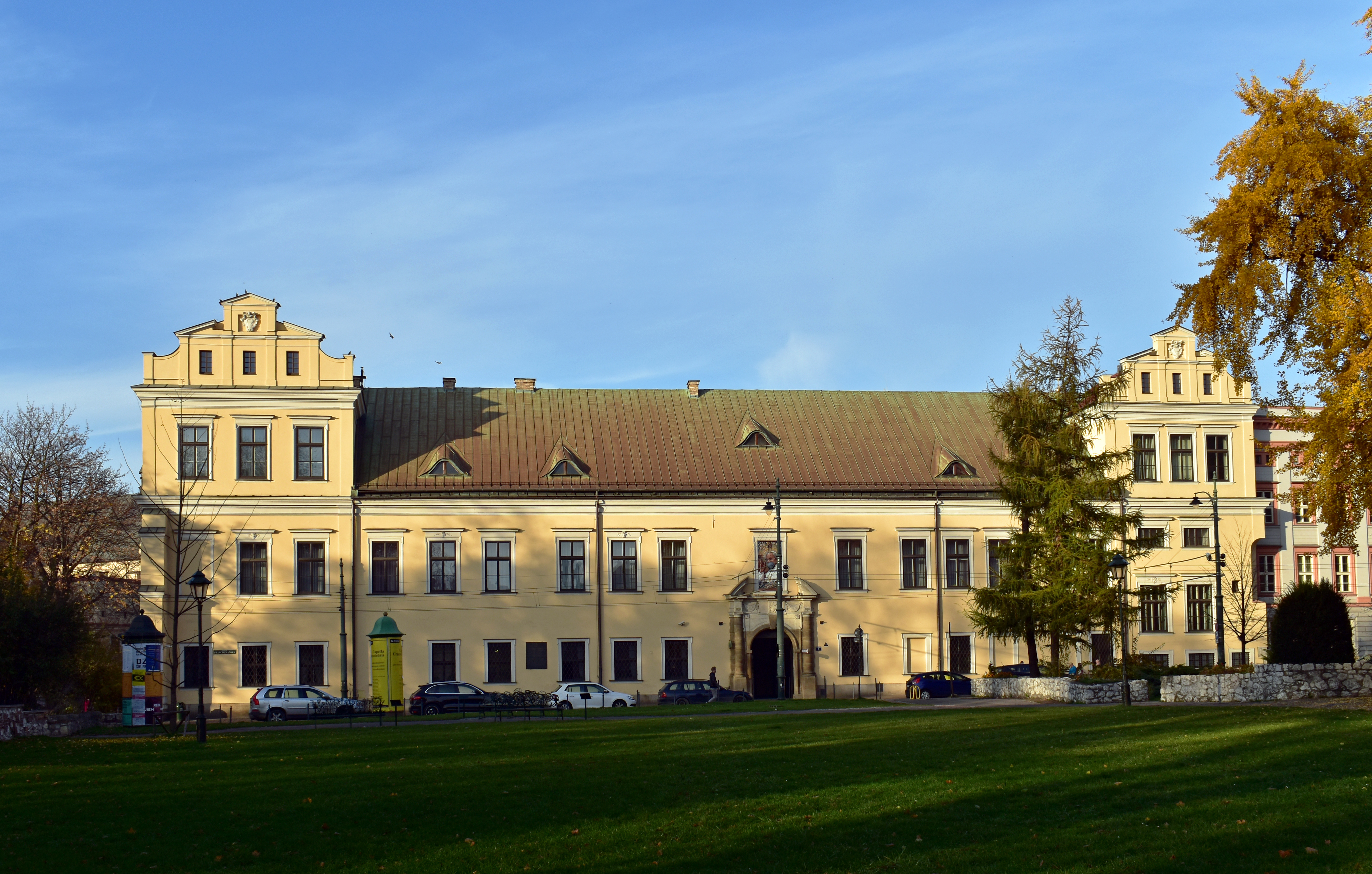
Il palazzo arcivescovile.

L'arcidiocesi di Cracovia (in latino Archidioecesis Cracoviensis) è una sede metropolitana della Chiesa cattolica in Polonia. Nel 2023 contava 1.539.957 battezzati su 1.609.783 abitanti. È retta dall'arcivescovo Marek Jędraszewski.

## Territorio
L'arcidiocesi comprende la città di Cracovia, parte di Jaworzno, i distretti di Cracovia (in parte), di Limanowa (in parte), di Nowy Targ (in parte), di Oświęcim (la maggior parte), di Wadowice (la maggior parte), di Bochnia (una piccola parte), di Myślenice, di Sucha, dei Tatra, di Wieliczka, di Chrzanów e di Olkusz (una piccola parte).
Sede arcivescovile è la città di Cracovia, dove si trova la cattedrale dei Santi Stanislao e Venceslao. Nel territorio sorgono anche 16 basiliche minori, di cui 12 a Cracovia.
Il territorio si estende su 5.730 km² ed è suddiviso in 35 decanati e in 448 parrocchie.

### Provincia ecclesiastica
La provincia ecclesiastica di Cracovia, istituita nel 1925, comprende le seguenti suffraganee:
- diocesi di Bielsko-Żywiec;
- diocesi di Kielce;
- diocesi di Tarnów.

## Storia
Le origini della diocesi di Cracovia si fanno risalire al IX secolo, legate alla missione inviata da san Metodio ad un principe della Vistola; di quest'epoca sono noti i vescovi Wiching, Prohor e Prokulf, probabilmente di lingua e liturgia greca, come più tardi lo saranno anche i vescovi Lambert e Czesław.
La diocesi latina di Cracovia fu eretta nel X secolo, poco prima dell'anno 1000, forse ad opera del re Miecislao nell'anno 984. L'invasione boema del 1039 comportò la distruzione degli archivi ecclesiastici, di conseguenza le origini della diocesi e i nomi dei primi tre vescovi restano incerti o leggendari. Il primo vescovo noto è Poppone, suffraganeo dell'arcivescovo di Gniezno.
L'importanza della sede di Cracovia crebbe nel corso dell'XI secolo, in particolare grazie alle vicende che videro coinvolti il re Boleslao II di Polonia ed il vescovo Stanislao e che portano alla morte di quest'ultimo, ben presto venerato come martire, Nel 1172 la potenza dei vescovi era tale che Gedko ebbe la forza ed il carattere di far deporre ed esiliare il re Miecislao III il Vecchio. Di certo, l'importanza di Cracovia era legata a filo doppio alla presenza nella città della casa reale polacca; Gniezno tuttavia rimase la sede primaziale polacca e l'unica sede metropolitana della Nazione.
La prima cronotassi dei vescovi fu compilata nel 1266, la seconda nel 1347. In origine, la diocesi comprendeva le città di Sandomir e Lublino, e tutta la Piccola Polonia. Papa Martino V il 27 ottobre 1427 sottrasse il distretto di Lublino alla giurisdizione dei vescovi di Cracovia e lo attribuì alla diocesi di Chełm (oggi arcidiocesi di Lublino), ma per la resistenza del vescovo di Cracovia, alla fine di una lite il vescovo di Chełm rinunciò all'ampliamento. Dal 1443 al 1791 i vescovi di Cracovia furono anche duchi di Siewierz.
Grande lustro alla città e alla sede episcopale fu dato dalla fondazione dell'università, che divenne una delle più prestigiose e importanti d'Europa, grazie anche all'opera dell'umanista e cardinale Zbigniew Oleśnicki.
Le vicende politico-militari che portarono alle tre spartizioni della Polonia ebbero delle conseguenze anche per la sede di Cracovia. In seguito alla prima spartizione (1772), la diocesi perse il territorio a sud della Vistola, con il quale fu eretta la diocesi di Tarnów. Nel 1790 larghe porzioni di territorio comprensive delle regioni di Kielce e di Lublino furono annesse alla diocesi di Chełm. Con la terza spartizione della Polonia (1795), tutto il territorio diocesano divenne parte dell'impero austriaco: questo determinò il recupero di parte dell'antico territorio a sud della Vistola, per la contemporanea soppressione della diocesi di Tarnów (1805). In seguito al congresso di Vienna e la contestuale creazione della Repubblica di Cracovia, la diocesi si trovò nuovamente divisa e perse ancora il territorio a sud della Vistola, sul quale venne eretta la diocesi di Tyniec (1821).
I cambiamenti politici furono all'origine non solo delle modifiche territoriali suindicate, ma anche dei cambiamenti di provincia ecclesiastica. Dopo la terza spartizione della Polonia, la sede metropolitana di Gniezno si trovava in Prussia; per questo motivo gli imperatori austriaci spinsero affinché la sede di Cracovia non dovesse dipendere da un metropolita "straniero". Ed è così che il 19 agosto 1807, per effetto della bolla Quoniam carissimus di papa Pio VII, entrò a far parte della provincia ecclesiastica di Leopoli. Nel 1818, in seguito alle decisioni del congresso di Vienna, in forza della bolla Ex imposita nobis, Cracovia cambiò ancora metropolita e divenne suffraganea dell'arcidiocesi di Varsavia, che faceva parte del Regno del Congresso, Stato semi-indipendente strettamente legato all'Impero russo.
Nella seconda metà dell'Ottocento la diocesi visse un lungo periodo di sede vacante dal 1851 al 1879; in questo periodo la sede fu retta da due vicari apostolici, uno per la parte austriaca della diocesi, con sede a Cracovia (capitale del granducato di Cracovia), ed uno per la parte nel regno del Congresso, con sede a Kielce.
Il 20 gennaio 1880 furono rivisti e precisati i confini con la vicina diocesi di Tarnów e contestualmente Cracovia fu resa immediatamente soggetta alla Santa Sede.
Il 28 dicembre 1882 cedette la porzione di territorio che si trovava nel Regno del Congresso per il ristabilimento della diocesi di Kielce.
All'inizio del XX secolo, la diocesi contava 850.000 cattolici, 4.000 protestanti e 60.000 giudei con un totale di 197 parrocchie. L'imperatore d'Austria aveva il privilegio di nomina, dopo aver consultato i vescovi della Galizia.
Cracovia fu elevata al rango di arcidiocesi metropolitana il 28 ottobre 1925 con la bolla Vixdum Poloniae unitas di papa Pio XI: contestualmente le furono assegnate come suffraganee le diocesi di Tarnów, di Kielce, di Częstochowa e di Katowice. La stessa bolla stabilì l'annessione all'arcidiocesi delle parrocchie della diocesi di Spiš che dopo la prima guerra mondiale si trovarono in territorio polacco.
Nel corso del XX secolo, si distinsero alcuni arcivescovi di Cracovia. Il cardinale Puzyna contribuì indirettamente all'elezione di papa Pio X per il veto, di cui era ambasciatore, del governo austriaco verso il cardinale Mariano Rampolla del Tindaro. Il governo del cardinale Sapieha fu il più lungo nella storia della sede di Cracovia, segnato da diversi momenti difficili per la città, quali la prima guerra mondiale, l'occupazione hitleriana, la seconda guerra mondiale, i primi anni del regime comunista.
Dal 1964 al 1978 è stata retta da Karol Józef Wojtyła, eletto papa con il nome di papa Giovanni Paolo II. Cracovia è la prima diocesi non italiana che ha avuto il proprio ordinario eletto papa dopo 456 anni, l'ultima era stata Tortosa, il cui vescovo era stato eletto papa con il nome di Adriano VI nel 1522.
L'8 dicembre 1981 Giovanni Paolo II, con il motu proprio Beata Hedvigis, istituì a Cracovia la Pontificia Accademia Teologica, oggi Pontificia Università Giovanni Paolo II, che trae origine dalla facoltà di teologia dell'Università Jagellonica fondata nel 1397 da papa Bonifacio IX.
Il 25 marzo 1992 la diocesi ha ceduto porzioni del suo territorio a vantaggio dell'erezione delle nuove diocesi di Bielsko-Żywiec e di Sosnowiec.

## Cronotassi dei vescovi
Si omettono i periodi di sede vacante non superiori ai 2 anni o non storicamente accertati.
- Poppone † (1000 - 1014 ?)
- Lamberto I † (1014 ? - 1023/30 ?)
- Gompo † (1023/30 ? - 1032 deceduto)
- Rachelin † (14 agosto 1032 - 1046 deceduto)
- Aron, O.S.B. † (1046 - 15 maggio 1059 deceduto)
- Lamberto II Suła † (1061 - 1071 deceduto)
- Santo Stanislao † (1072 - 11 aprile 1079 deceduto)
- Lamberto III † (1082 consacrato - 25 novembre 1101 deceduto)
- Czesław † (1101 - circa 1103)
- Baldwin † (1103 - 7 settembre 1109 deceduto)
- Maur † (1110 - 5 marzo 1118 deceduto)
- Radostl † (1118 - 19 gennaio 1142 deceduto)
- Robert † (1142 - 13 aprile 1143 deceduto)
- Mateusz † (circa 1143 - 18 ottobre 1165 deceduto)
- Gedko † (19 giugno 1166 consacrato - 20 settembre circa 1184 deceduto)
- Fulko † (prima di febbraio 1186 - 11 settembre 1207 deceduto)
- Beato Wincenty Kadłubek † (28 marzo 1208 - 1218 dimesso)
- Iwo Odrowąż † (28 settembre 1218 - 21 luglio 1229 deceduto)
- Wisław Zambra † (1231 - 15 marzo 1242 deceduto)
- Jan Prandota † (25 maggio 1242 - 20 settembre 1266 deceduto)
- Paweł di Przemankowo † (9 ottobre 1266 - 29 novembre 1292 deceduto)
- Prokop Ruthenus † (circa 1293 - 1295 deceduto)
- Jan Muskata † (circa 1295 - 7 febbraio 1320 deceduto)
- Nankier Kołda † (1320 - 1º ottobre 1326 nominato vescovo di Breslavia)
- Jan Grot † (1º ottobre 1326 - 5 agosto 1347 deceduto)
- Piotr di Falków † (12 dicembre 1347 - 6 giugno 1348 deceduto)
- Bodzenta di Września † (12 giugno 1348 - 12 dicembre 1366 deceduto)
- Florian Mokrski † (16 agosto 1367 - 6 febbraio 1380 deceduto)
- Zawisza Kurozwęcki † (maggio 1381 - 12 gennaio 1382 deceduto)
- Jan Radlica † (1382 - 12 gennaio 1392 deceduto)
- Maffiolo Lampugnani † (1º marzo 1392 - 17 aprile 1393 nominato arcivescovo, titolo personale, di Płock)
- Piotr Wysz Radoliński † (19 dicembre 1393[9] - 9 agosto 1412 nominato vescovo di Poznań)
- Wojciech Jastrzębiec † (9 agosto 1412 - 9 luglio 1423 nominato arcivescovo di Gniezno)
- Zbigniew Oleśnicki † (9 luglio 1423 - 1º marzo 1455 deceduto)
- Tomasz Strzępiński † (25 settembre 1455 - 22 settembre 1460 deceduto)
- Jakub di Sienno † (1º maggio 1461 - 7 gennaio 1462 dimesso)[10]
- Jan Gruszczyński † (14 dicembre 1463 - 19 ottobre 1464 nominato arcivescovo di Gniezno)
- Jan Lutek † (19 ottobre 1464 - 24 maggio 1471 deceduto)
- Jan Rzeszowski † (13 novembre 1471 - 28 febbraio 1488 deceduto)
- Fryderyk Jagiellończyk † (2 maggio 1488 - 14 marzo 1503 deceduto)[11]
- Jan Konarski † (21 luglio 1503 - 1523 dimesso)[12]
- Piotr Tomicki † (9 dicembre 1523 - 29 ottobre 1535 deceduto)
- Jan Latalski † (15 marzo 1536 - 17 agosto 1537 nominato arcivescovo di Gniezno)
- Beato Jan Chojeński † (17 agosto 1537 - 11 marzo 1538 deceduto)
- Piotr Gamrat † (6 ottobre 1538 - 28 gennaio 1541 nominato arcivescovo di Gniezno)
  - Piotr Gamrat † (28 maggio 1541 - 27 agosto 1545 deceduto) (amministratore apostolico)
- Samuel Maciejowski † (19 giugno 1546 - 26 ottobre 1550 deceduto)
- Andrzej Zebrzydowski † (25 febbraio 1551 - 23 maggio 1560 deceduto)
- Filip Padniewski † (17 luglio 1560 - 17 aprile 1572 deceduto)
- Franciszek Krasiński † (2 giugno 1572 - 16 marzo 1577 deceduto)
- Piotr Myszkowski † (5 luglio 1577 - 5 aprile 1591 deceduto)
- Jerzy Radziwiłł † (9 agosto 1591 - 21 gennaio 1600 deceduto)
- Bernard Maciejowski † (23 maggio 1600 - 31 luglio 1606 nominato arcivescovo di Gniezno)
- Piotr Tylicki † (15 gennaio 1607 - 13 luglio 1616 deceduto)
- Marcin Szyszkowski † (17 ottobre 1616 - 30 aprile 1630 deceduto)
- Andrzej Lipski † (2 dicembre 1630 - 4 settembre 1631 deceduto)
- Jan Olbracht Waza, S.I. † (20 novembre 1632 - 29 dicembre 1634 deceduto)
- Jakub Zadzik † (17 settembre 1635 - 17 marzo 1642 deceduto)
- Piotr Gembicki † (10 novembre 1642 - 14 luglio 1657 deceduto)
- Andrzej Trzebicki † (25 febbraio 1658 - 28 dicembre 1679 deceduto)
- Jan Małachowski † (12 maggio 1681 - 20 agosto 1699 deceduto)
  - Kazimierz Małachowski † (1699 - 1699) (vescovo eletto)
- Stanisław Dąbski † (30 marzo 1700 - 15 dicembre 1700 deceduto)
- Jerzy Albrecht Denhoff † (9 maggio 1701 - 1702 deceduto)
  - Sede vacante (1702-1710)
- Kazimierz Łubieński † (7 maggio 1710 - 11 maggio 1719 deceduto)
- Felicjan Konstanty Szaniawski † (3 luglio 1720 - 2 luglio 1732 deceduto)
- Jan Aleksander Lipski † (19 dicembre 1732 - 20 febbraio 1746 deceduto)
- Andrzej Stanisław Kostka Załuski † (2 maggio 1746 - 16 dicembre 1758 deceduto)
- Kajetan Sołtyk † (12 febbraio 1759 - 30 luglio 1788 deceduto)
- Feliks Paweł Turski † (29 novembre 1790 - 31 marzo 1800 deceduto)
  - Sede vacante (1800-1804)
- Andrzej Antoni Ignacy Gawroński † (24 settembre 1804 - 7 aprile 1813 deceduto)
- Jan Paweł Woronicz † (18 dicembre 1815 - 28 gennaio 1828 nominato arcivescovo di Varsavia)
- Karol Skórkowski † (27 luglio 1829 - 25 gennaio 1851 deceduto)
  - Sede vacante (1851-1879)
- Albin Dunajewski † (15 maggio 1879 - 18 giugno 1894 deceduto)
- Jan Maurycy Paweł Puzyna de Kosielsko † (22 gennaio 1895 - 8 settembre 1911 deceduto)
- Adam Stefan Sapieha † (27 novembre 1911 - 23 luglio 1951 deceduto) 
  - Sede vacante (1951-1964)[13]
- San Karol Józef Wojtyła † (13 gennaio 1964[14] - 16 ottobre 1978 eletto papa con il nome di Giovanni Paolo II)
- Franciszek Macharski † (29 dicembre 1978 - 3 giugno 2005 ritirato)
- Stanisław Dziwisz (3 giugno 2005 - 8 dicembre 2016 ritirato)
- Marek Jędraszewski, dall'8 dicembre 2016

## Statistiche
L'arcidiocesi nel 2023 su una popolazione di 1.609.783 persone contava 1.539.957 battezzati, corrispondenti al 95,7% del totale.
| anno | popolazione | popolazione | popolazione | presbiteri | presbiteri | presbiteri | presbiteri                | diaconi | religiosi | religiosi | parrocchie |
| anno | battezzati  | totale      | %           | numero     | secolari   | regolari   | battezzati per presbitero | diaconi | uomini    | donne     | parrocchie |
| ---- | ----------- | ----------- | ----------- | ---------- | ---------- | ---------- | ------------------------- | ------- | --------- | --------- | ---------- |
| 1950 | 1.200.000   | 1.208.000   | 99,3        | 1.080      | 560        | 520        | 1.111                     |         | 1.207     | 2.300     | 320        |
| 1969 | 1.738.946   | 1.779.427   | 97,7        | 1.593      | 894        | 699        | 1.091                     |         | 1.373     | 3.043     | 322        |
| 1980 | 2.125.000   | 2.332.500   | 91,1        | 1.634      | 985        | 649        | 1.300                     |         | 1.479     | 2.954     | 331        |
| 1990 | 2.200.150   | 2.246.900   | 97,9        | 1.970      | 1.185      | 785        | 1.116                     |         | 2.195     | 2.994     | 470        |
| 1999 | 1.616.850   | 1.657.853   | 97,5        | 1.888      | 1.046      | 842        | 856                       |         | 1.908     | 2.738     | 390        |
| 2000 | 1.615.785   | 1.666.884   | 96,9        | 1.941      | 1.054      | 887        | 832                       |         | 1.939     | 2.758     | 398        |
| 2001 | 1.607.313   | 1.659.092   | 96,9        | 1.971      | 1.064      | 907        | 815                       |         | 1.880     | 2.689     | 400        |
| 2002 | 1.572.266   | 1.634.465   | 96,2        | 1.967      | 1.058      | 909        | 799                       |         | 1.909     | 2.989     | 409        |
| 2003 | 1.562.904   | 1.618.378   | 96,6        | 2.002      | 1.066      | 936        | 780                       |         | 1.921     | 2.869     | 610        |
| 2004 | 1.566.555   | 1.618.593   | 96,8        | 2.026      | 1.077      | 949        | 773                       |         | 1.904     | 2.937     | 414        |
| 2010 | 1.556.000   | 1.601.000   | 97,2        | 2.089      | 1.121      | 968        | 744                       |         | 1.828     | 2.673     | 439        |
| 2014 | 1.551.000   | 1.589.000   | 97,6        | 2.127      | 1.162      | 965        | 729                       |         | 1.723     | 2.660     | 444        |
| 2016 | 1.563.841   | 1.605.515   | 97,4        | 2.147      | 1.173      | 974        | 728                       |         | 1.689     | 2.441     | 447        |
| 2019 | 1.567.271   | 1.615.723   | 97,0        | 2.114      | 1.171      | 943        | 741                       |         | 1.466     | 2.388     | 448        |
| 2021 | 1.575.424   | 1.627.236   | 96,8        | 2.080      | 1.169      | 911        | 757                       |         | 1.390     | 2.316     | 448        |
| 2023 | 1.539.957   | 1.609.783   | 95,7        | 2.017      | 1.114      | 903        | 763                       | 1       | 1.393     | 2.262     | 448        |

## Istituti religiosi presenti in arcidiocesi
Istituti maschili
- Canonici regolari della Congregazione del Santissimo Salvatore lateranense
- Chierici regolari poveri della Madre di Dio delle scuole pie
- Compagnia di Gesù
- Congregazione dei chierici mariani
- Congregazione del Santissimo Redentore
- Congregazione della missione
- Congregazione di San Michele Arcangelo
- Eremiti camaldolesi di Monte Corona
- Fratelli albertini servi dei poveri
- Fraternità sacerdotale San Pietro
- Legionari di Cristo
- Missionari comboniani del Cuore di Gesù
- Missionari di Nostra Signora di La Salette
- Monaci di San Paolo primo eremita
- Ordine cistercense
- Ordine dei carmelitani scalzi
- Ordine dei frati minori
- Ordine dei frati minori cappuccini
- Ordine dei frati minori conventuali
- Ordine dei frati predicatori
- Ordine della Beata Vergine del Monte Carmelo
- Ordine della Santissima Trinità
- Ordine di San Benedetto
- Ordine di Sant'Agostino
- Ordine ospedaliero di San Giovanni di Dio
- Piccola opera della Divina Provvidenza
- Rogazionisti del Cuore di Gesù
- Sacerdoti del Sacro Cuore di Gesù
- Servi della carità
- Società del Divin Salvatore
- Società del Verbo Divino
- Società dell'apostolato cattolico
- Società salesiana di San Giovanni Bosco

Istituti femminili
- Ancelle del Sacro Cuore di Gesù
- Ancelle della Madre del Buon Pastore
- Ancelle della Visitazione
- Benedettine
- Cistercensi
- Clarisse
- Clarisse cappuccine
- Canonichesse premostratensi
- Comunità Loyola
- Figlie della Beata Vergine Maria Addolorata
- Figlie della carità
- Figlie della carità di San Vincenzo de' Paoli
- Figlie della Divina Carità
- Figlie di Maria Ausiliatrice
- Figlie di Nostra Signora al Monte Calvario
- Francescane ancelle della Croce
- Fraternità delle piccole sorelle di Gesù
- Missionarie di Sant'Antonio Maria Claret
- Oblate del Cuore di Gesù
- Ordine della Visitazione di Santa Maria
- Orsoline dell'Unione Romana
- Piccole ancelle dell'Immacolata Concezione
- Piccole suore del Cuore Immacolato di Maria
- Religiose delle scuole pie
- Società del Sacro Cuore di Gesù
- Sorelle mariane di Schönstatt
- Suore adoratrici del Sangue di Cristo
- Suore albertine serve dei poveri
- Suore ancelle della Genitrice di Dio Vergine Immacolata Concezione
- Suore ancelle di Gesù
- Suore ancelle di Maria Immacolata
- Suore benedettine samaritane della Croce di Cristo
- Suore canonichesse dello Spirito Santo
- Suore carmelitane del Bambino Gesù
- Suore carmelitane missionarie
- Suore degli Angeli
- Suore del Cuore Immacolato di Maria di Niepołomice
- Suore del Divin Salvatore
- Suore del lavoro comune di Maria Immacolata
- Suore del Santo Nome di Gesù
- Suore dell'Immacolata Concezione della Beata Vergine Maria
- Suore della Beata Vergine Maria della Misericordia
- Suore della Misericordia di San Carlo Borromeo
- Suore della Passione di Nostro Signore Gesù Cristo
- Suore della Risurrezione di Nostro Signore Gesù Cristo
- Suore della Sacra Famiglia di Nazareth
- Suore della Santissima Anima di Nostro Signore Gesù Cristo
- Suore di carità di Nostra Signora del Buono e Perpetuo Soccorso
- Suore di misericordia di San Carlo Borromeo
- Suore di San Domenico di Cracovia
- Suore di San Felice da Cantalice
- Suore di San Giovanni
- Suore di San Giovanni Battista
- Suore di San Giuseppe di Cracovia
- Suore di San Giuseppe Sposo della Beata Vergine Maria
- Suore di Sant'Agostino in Polonia
- Suore di Santa Edvige Regina
- Suore di Santa Elisabetta
- Suore figlie del Cuore Purissimo di Maria
- Suore francescane degli afflitti
- Suore francescane della famiglia di Maria
- Suore francescane della Trasfigurazione
- Suore francescane di Santa Chiara
- Suore missionarie dell'apostolato cattolico
- Suore missionarie della Sacra Famiglia
- Suore missionarie di Cristo Re per gli emigrati polacchi
- Suore missionarie di San Pietro Claver
- Suore orsoline del Sacro Cuore di Gesù Agonizzante
- Suore piccole ancelle della Beata Vergine Maria Immacolata
- Suore riparatrici del Santo Volto
- Unione di Santa Caterina da Siena delle missionarie della scuola
- Suore vestiarie di Gesù
- Vergini della Presentazione della Beata Vergine Maria